# Libert Vander Kerken
Libert André Vander Kerken (Heppen, 26 februari 1910 - Heverlee, 25 mei 1998) was een Belgisch jezuïet, hoogleraar en filosoof.

## Levensloop
Vander Kerken trad toe tot de jezuïetenorde in 1927 en doorliep het gewone curriculum; tot aan de priesterwijding.
Hij promoveerde aan de Katholieke Universiteit Leuven in 1944 tot doctor in de wijsbegeerte. Georg Wilhelm Friedrich Hegel en zijn werk werd het centrale object van zijn wijsgerige studies.
Vanaf 1944 doceerde hij theologie en filosofie aan de Filosofische Faculteit van het Theologisch en Filosofisch Jezuiëtencollege in Leuven.
In 1959 was hij medestichter van de Universitaire Faculteiten Sint-Ignatius Antwerpen en was tot 1975 decaan van de faculteit wijsbegeerte en letteren. In 1980 ging hij met emeritaat.
Vander Kerken stond bekend als een inspirerende lesgever. Hij was een Hegelkenner en spiritualistisch filosoof. Zijn denkmethode was gebaseerd op fenomenologische analyse, verbonden met een dialectiek van hegeliaanse inslag.

## Publicaties
- Religieus gevoel en aesthetisch ervaren, Antwerpen, Standaard Boekhandel, 1945, doctoraal proefschrift, bekroond met de prijs voor essay van de Vlaamse Provinces.
- Het menselijk geluk : philosophie der gelukservaring, Antwerpen, Standaard Boekhandel, 1952.
- L'expérience esthétique du temps, Louvain Institut supérieur de philosophie, 1953.
- De goede mens en zijn gebreken : een filosofie van de zedelijke grondhoudingen, Antwerpen, Standaard Boekhandel, 1957.
- Menselijke liefde en vriendschap : een filosofisch essay over de persoonlijke menselijke verhoudingen, Patmos, Antwerpen, 1962 en 1969.
- Een filosofie van het wonen, Antwerpen, De Nederlandsche Boekhandel, 1965, heruitgave 1982.
- Inleiding tot de fundamentele filosofie, Antwerpen, Standaard Boekhandel, 1970.
- Maar wat is literatuur ? Een taalfilosofisch essay, Antwerpen, de Nederlandsche Boekhandel, 1973.
- Mensen willen gelukkig zijn, Pelckmans, Kapellen, 1979.
- Stendhal herlezen, La chartreuse de Parme, Bresseleers-Peré, 1983.
- Luisteren naar de stilte, Pelckmans, Kapellen, 1987
- Als het leven transparant wordt, vijfentwintig beschouwelijke essays, Pelckmans, Kapellen, 1994.
- Talrijke korte essays in de Standaard der Letteren die in een levendige literaire taal, geschreven in een heldere en eenvoudige stijl, handelen over constituerende fenomenen van het mens-zijn: schoonheid, liefde, geluk, wonen, lezen, enz.

## Eerbetoon
- Prijs van de Scriptores Christiani voor Mensen willen gelukkig zijn, in 1980.
- Prijs van de provincie Antwerpen voor zijn essayistisch oeuvre, in 1982.

- Digitale Bibliotheek voor de Nederlandse Letteren: kerk001
- Gemeinsame Normdatei: 119360195
- International Standard Name Identifier: 0000 0000 7861 2593
- Library of Congress Control Number: n84234016
- Nederlandse Thesaurus van Auteursnamen: 068590407
- Virtual International Authority File: 79420863
- WorldCat: E39PBJw93dFDDr3Tm98QP3BgKd